# Bernhard Dreymann
Bernhard Dreymann (* 27. Juni 1788 in Beckum, Westfalen; † 10. Januar 1857 in Fenain, Nordfrankreich) war ein deutscher Orgelbauer.

## Leben

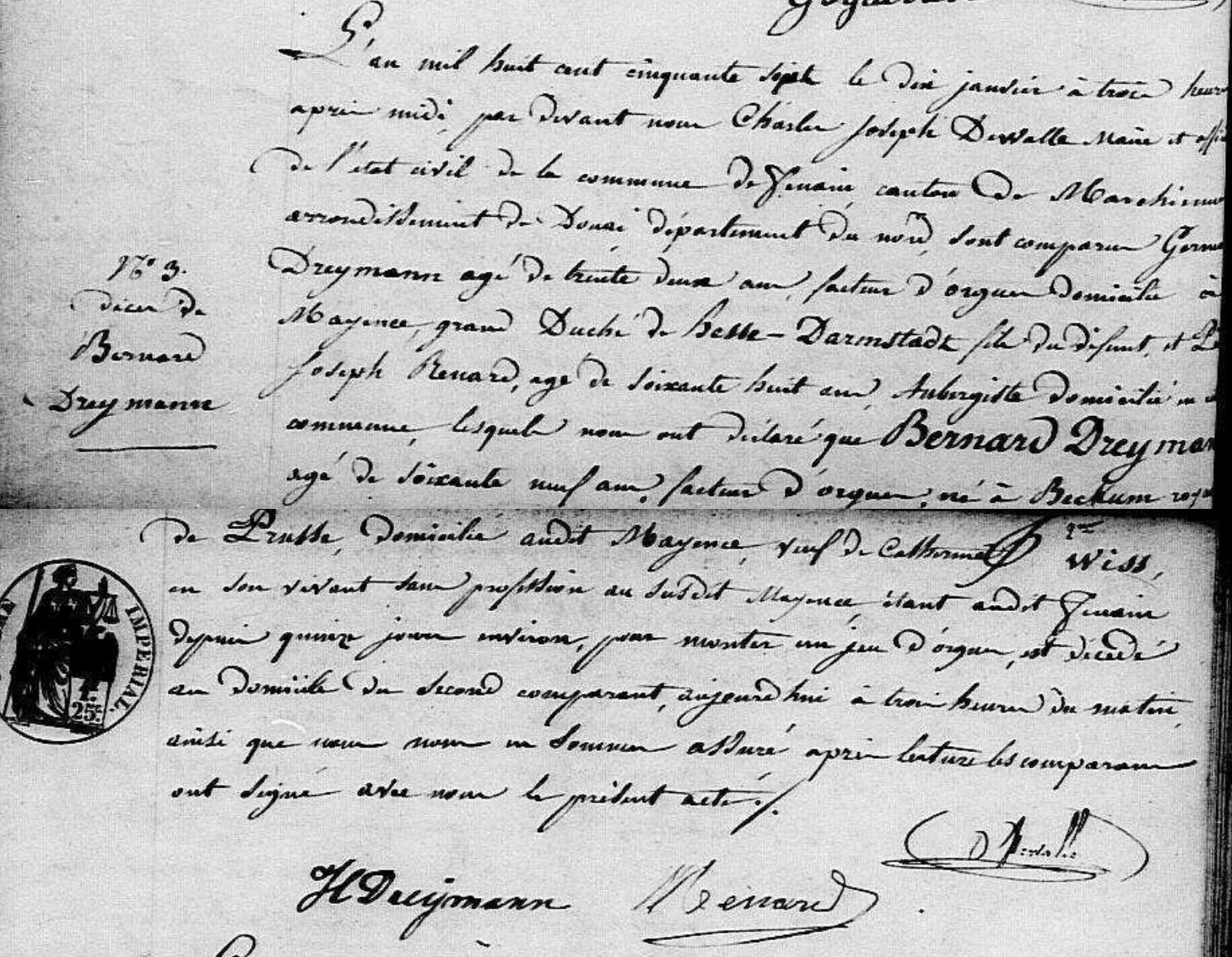
Totenschein

Dreymann wurde in Westfalen geboren. Er erhielt von seinem Vater Johann Hermann Dreymann (1759–1833), einem Orgelbauer und Organisten, eine Ausbildung zum Orgelbauer. Nach den üblichen Wanderjahren kam er 1821 nach Mainz und arbeitete für die Werkstatt des bereits 1808 verstorbenen Orgelmachers Franz Xaver Ripple. 1823 übernahm er die Werkstatt und den Kundenstamm von Ripples Witwe.
In den nachfolgenden Jahren erlangte er einen hervorragenden Ruf als Orgelbauer, weil es ihm gelang, die Traditionen seines Handwerks mit der neu aufkommenden, romantischen Klangästhetik zu verbinden. Er schuf bedeutende Instrumente in der Region, etwa in Mainz/Sankt Ignaz, Beerfelden/Odenwald, Dudenhofen, Eich/Rheinhessen oder Bad Homburg-Ober-Erlenbach, war aber auch im Ausland tätig. So schuf er in Brüssel die Orgel der Schlosskapelle (1840) und die Orgel der Notre Dame aux Riches Claires (1846) sowie in Antwerpen die Orgel der Protestantische Kirche (1846). 1855 übernahm sein Sohn Hermann Dreymann die Orgelwerkstatt, in der er aber weiter tätig blieb.
1857 verletzte sich Dreymann beim Aufbau einer Orgel in der Pfarrkirche St. Andrè zu Fenain in Nordfrankreich und starb an einer nachfolgenden Blutvergiftung. Vater und Sohn Dreymann haben etwa 70 Orgeln mit insgesamt über 1000 Registern gebaut.

## Werkliste (Auswahl)
| Jahr      | Ort                         | Kirche                                   | Bild | Manuale | Register | Bemerkungen |
| --------- | --------------------------- | ---------------------------------------- | ---- | ------- | -------- | --- |
| 1827      | Wixhausen                   | Ev. Kirche                               |      | I/P     | 12       | weitgehend erhalten |
| 1830      | Beerfelden                  | Martinskirche                            |      | II/P    |          | |
| 1830      | Hamm am Rhein               | Ev. Kirche                               |      | I/P     | 10       | [ 5 ] |
| 1833      | Astheim                     | Kath. Kirche St. Petrus in Ketten        |      | I/P     | 14       | erhalten |
| 1833      | Schlierbach                 | Evangelische Kirche Schlierbach          |      | I/P     | 12       | weitgehend erhalten |
| 1834      | Biebesheim am Rhein         | Ev. Kirche                               |      | II/P    | 25       | erhalten |
| 1834      | Hainchen                    | Ev. Kirche                               |      | I/P     | 17       | weitgehend erhalten |
| 1836      | Burgholzhausen vor der Höhe | Kath. Kirche Heilig Kreuz                |      | I/P     | 10       | weitgehend erhalten |
| 1836–1838 | Mainz                       | Kath. Kirche St. Ignaz                   |      | II/P    | 36       | Mit knapp 2000 Pfeifen seine größte Orgel. Über 80 % des Dreymann-Pfeifenbestands sind erhalten. Hinter Prospekt von Anton Onimus (1779–1781) erbaut                                                                |
| 1838      | Stockstadt am Rhein         | Ev. Kirche                               |      | II/P    | 21       | mit einer erhaltenen Harmonium-Aeoline mit eigenem Balg, angekoppelt ans 2. Manual |
| 1840      | Brüssel                     | Schlosskapelle                           |      | II/P    | 16       | 1886 umdisponiert; erhalten |
| 1840      | Gießen                      | Kath. Kirche St. Bonifatius              |      | II/P    | 15       | 1905 in neue Kirche überführt, 1965 ersetzt |
| 1840      | Ober-Erlenbach              | Kath. Kirche St. Martin                  |      | II/P    | 21       | 1948 von Förster & Nicolaus Orgelbau umgebaut; 1990 von Förster & Nicolaus Orgelbau restauriert |
| 1841      | Erbes-Büdesheim             | Ev. Kirche                               |      | I/P     | 11       | Ursprünglicher Bestand an Pfeifen und Mechanik – bis auf die Prospektpfeifen, die im Jahr 1917 zu Kriegszwecken entfernt wurden. Eine umfangreiche Restaurierung erfolgte im Jahr 1990 durch die Fa. Schuke/Berlin. |
| 1844      | Trebur                      | Ev. Laurentiuskirche                     |      | II/P    | 28       | Posaunenengel auf Gehäuse von Vorgängerorgel von Johann Christian Köhler übernommen; weitgehend erhalten |
| 1844      | Eich                        | Ev. Kirche                               |      | II/P    | 26       | weitgehend erhalten |
| 1845      | Frei-Laubersheim            | Kath. Kirche St. Mauritius und Gefährten |      | II/P    | 24       | weitgehend erhalten, 1996 technisch instand gesetzt |
| 1846      | Brüssel                     | Notre Dame aux Riches Claires            |      | II/P    | 29       | 1989 verbrannt |
| 1846      | Antwerpen                   | Protestantische Kirche                   |      |         |          | |
| 1851      | Bonames                     | Ev. Miriamkirche                         |      | II/P    | 16       | restauriert |
| 1852      | Gau-Bickelheim              | Kath. Kirche St. Martin                  |      | II/P    | 19       | weitgehend erhalten |
| 1853      | Gau-Algesheim               | Kath. Kirche St. Cosmas und Damian       |      | II/P    | 24       | zusammen mit seinem Sohn; 1894 ersetzt |
| 1853      | Ingelheim                   | Ev. Saalkirche                           |      | II/P    | 19       | Figuren von der Vorgängerorgel übernommen |
| 1853      | Mainz-Altstadt              | Hauptsynagoge Mainz                      |      |         |          | 1912 ersetzt |
| 1853–1854 | Finthen                     | Kath. Kirche St. Martin                  |      | I/P     | 14       | mehrfach umgebaut |
| 1854      | Rodheim vor der Höhe        | Evangelische Kirche                      |      | II/P    | 24       | 3 Register und Windladen von Hauptwerk und Pedal in St. Josef (Darmstadt-Eberstadt) erhalten und dort 2019 in Orgelneubau integriert                                                                                |
| 1854      | Rodenbach                   | Ev. Kirche                               |      | I       | 8        | ohne Pedal; 4 Register erhalten |
| 1856      | Wackernheim                 | Ev. Martinskirche                        |      | I/P     | 9        | 1927 bei Orgelneubau wenige Dreymann-Register übernommen |
| 1856      | Fenain                      | Kath. Pfarrkirche St. Andrè              |      |         |          | |
| 1858      | Großholbach                 | Kath. Kirche Hl. Dreifaltigkeit          |      | I/P     | 10       | erhalten |

## CD-Einspielungen
- Dreymann-Orgeln – Andreas Bolz spielt an den historischen Dreymann-Orgeln von Hamm/Rheinhessen, Stockstadt/Rhein, Erbes-Büdesheim, Frei-Laubersheim und Gau-Bickelheim[15]